# Brondong (Pasekan)
Brondong is een bestuurslaag in het regentschap Indramayu van de provincie West-Java, Indonesië. Brondong telt 5167 inwoners (volkstelling 2010).